# Czerniak (góra)
Czerniak (niem. Kretscham Berg, 557 m n.p.m.) – góra w północnej części Gór Ołowianych, nad Kaczorowem, kończąca niewielki grzbiecik odchodzący na północ od Ołowianej w paśmie Gór Kaczawskich. Zbudowana jest z zieleńców i łupków zieleńcowych, które tworzą niewielkie skałki i urwiska na zboczach. Zbocza i szczyt zarośnięte są lasem świerkowym.